# Chiesa di San Martino (Altavalle)
La chiesa di San Martino è la parrocchiale di Grauno, frazione del comune sparso di Altavalle in Trentino. Rientra nella zona pastorale di Mezzolombardo dell'arcidiocesi di Trento e risale al XIX secolo.

## Storia

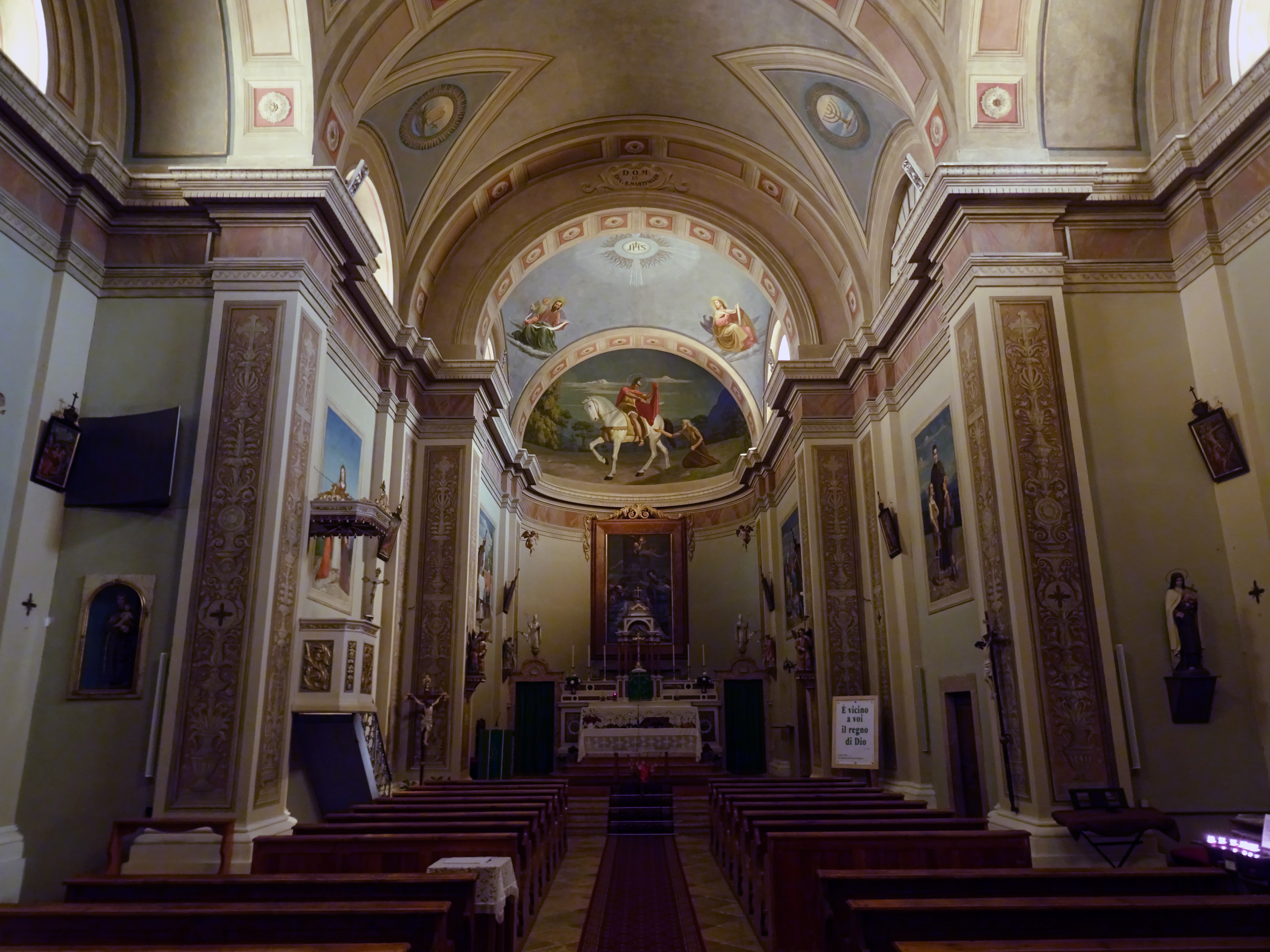
Interno

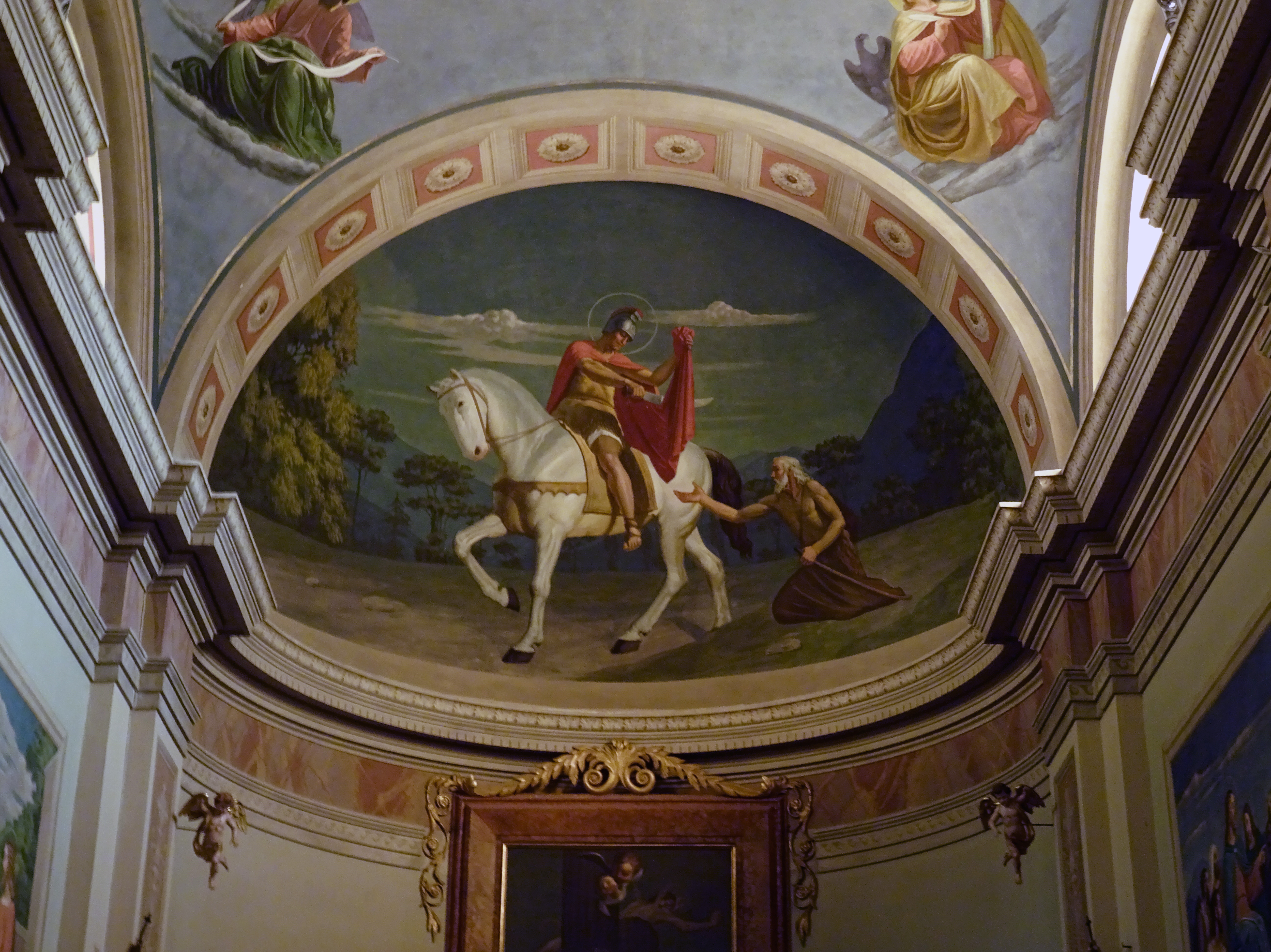
Affresco raffigurante san Martino con il povero nel catino absidale

Sembra possibile che il primitivo luogo di culto di Grauno, allora dedicato a san Cristoforo risalga all'XI secolo, e la prima citazione che attesta la presenza di questa cappella è in un testamento del 1398.
Verso la fine del XVI secolo la chiesetta viene nuovamente ricordata e in quest'occasione si riporta la sua dedicazione a san Cristoforo e a san Martino. A partire dal 1605 assume la dedicazione recente, al solo san Martino. Nel 1584 fu elevata a dignità curaziale legata alla pieve di Cembra, la chiesa di Santa Maria Assunta. L'iniziale piccola chiesetta fu oggetto di vari interventi per ampliarne le dimensioni, sino al 1762 (la torre campanaria venne retta nel 1664)
Nel 1863 si decise la sua demolizione per edificare una chiesa più adatta alle necessità dei fedeli. Il cantiere venne aperto quello stesso anno e chiuso due anni dopo, nel 1865. la solenne consacrazione venne celebrata nel 1878 dal coadiutore del vescovo di Trento Benedetto Riccabona de Reichenfels, Giovanni Evangelista Haller. Fu elevata a dignità di chiesa parrocchiale il 25 marzo 1943.

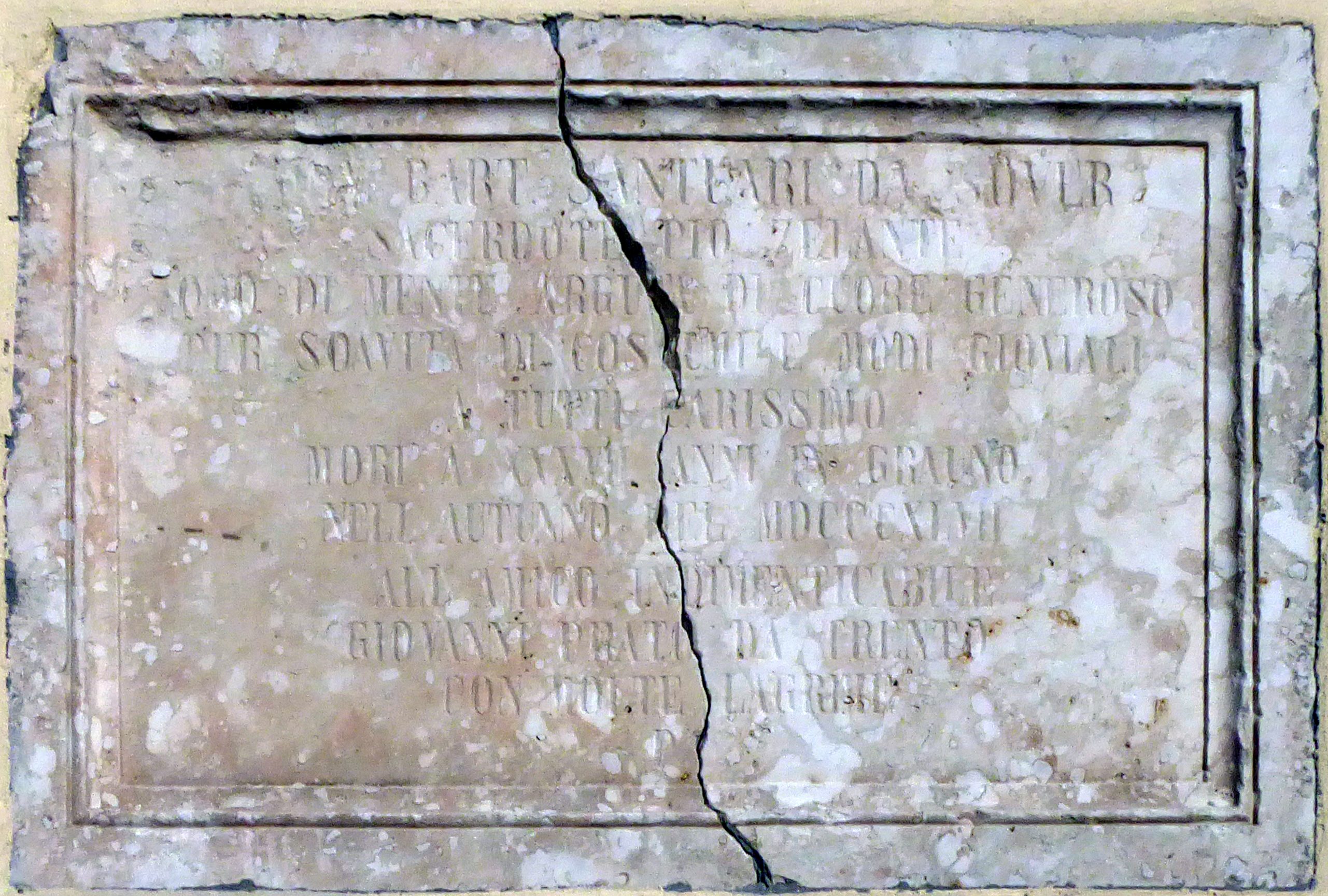
Lapide che ricorda don Bartolomeo Santuari di Sover, sacerdote pio, zelante, morto a 37 anni. Venne posta per volontà dell'amico Giovanni Prato di Trento nel 1847.

Attorno al 1990 fu realizzato l'adeguamento liturgico. Il nuovo altare postconciliare venne posto nel presbiterio in posizione avanzata. L'altare maggiore storico venne mantenuto e la custodia eucaristica rimase nel tabernacolo originale. La sede fu posta addossata alla parete di sinistra e sullo stesso lato, in posizione avanzata, fu inserito l'ambone. Gli ultimi interventi di restauro conservativo sono stati realizzati nel 2001.

## Descrizione

### Esterni
La chiesa si trova al centro dell'abitato di Grauno in posizione elevata e mostra orientamento verso nord-est. La facciata a capanna in stile neoclassico è caratterizzata dalla grande arcata che interrompe la modanatura e dal frontone triangolare superiore. Il portale è architravato ed è sormontato in asse dalla lapide che ricorda la consacrazione celebrata da Giovanni Evangelista Haller e la grande finestra a lunetta che porta luce alla sala. La torre campanaria si trova in posizione arretrata sulla destra, sul lato rivolto alla vallata. La cella si apre con quattro finestre a monofora e la parte apicale è costituita dal tamburo con copertura a piramide ottagonale svasata e rivestita con lamiera.

### Interni
La navata interna è unica, divisa in tre campate ed ampliata da due cappelle laterali simmetriche. Il presbiterio è leggermente rialzato. Le decorazioni ad affresco sono state realizzate dal pittore Gino Mattielli. L'altare laterale a sinistra è una pregevole opera lignea in stile barocco con pala d'altare raffigurante la Madonna del Carmelo con Santi.